# Hugues Ier de Vaudémont
Pour les articles homonymes, voir Hugues Ier.
Hugues Ier, mort en 1155, fut un comte de Vaudémont de 1108 à 1155. Il est le fils de Gérard Ier, comte de Vaudémont, et d'Hedwige d'Eguisheim et de Dagsbourg.

## Biographie
Il est surtout connu par des actes concernant des abbayes lorraines, où il apparait en tant que témoin ou souscripteur. On ne sait rien de la manière dont il administre son comté. Il accompagne le roi de France Louis VII le jeune pendant la seconde croisade, confiant le comté à son fils aîné Gérard II. Il reste longtemps en Terre Sainte où il est prisonnier 16 années durant, à tel point qu'on le croit mort et ne revient qu'en 1153. Il meurt deux ans après son retour.
Il épouse en 1130 Aigeline (ou Anne) de Bourgogne (1116 † 1163), fille d'Hugues II, duc de Bourgogne et de Mathilde de Mayenne. Ils ont :
- Gérard II († 1188) ;
- Ulric († 1166), seigneur de Deuilly ;
- Eudes († 1197), évêque de Toul ;
- Hugues, chanoine à Toul ;
- Renaud, cité vers 1150 et vers 1180.

## Statue
Hugues et Aigeline sont représentés passant chacun une main autour de l'autre et donne ainsi une image d'union. Hugues est barbu, moustachu et les cheveux nattés, il porte une croix sur la poitrine, un bâton de pelerin en main droite, la gauche autour de l'épaule d'Aigeline. Il porte épée et aumônière. Aigeline a une logue natte sur le côté gauche et enserre Hugues de ses deux mains. Cette statue provient de l'ancien prieuré de Belval dans les Vosges.

« Mais le plus émouvant visage de femme que nous fournisse l'histoire des croisades ne nous vient pas des chroniqueurs.C'est celui que nous livre une pierre tombale - la sculpture la plus pathétique sans doute qui nous soit restée de toute la statuaire du XIIe siècle. Elle existe encore en notre temps, dans l'église des Cordeliers de Nancy: c'est celle qui représente Hugues et Anne de Vaudémont et qui symbolise pour les siècles le "retour du croisé". On y voit, étroitement embrassés, un croisé en haillons et son épouse qui l’accueille. Cette sculpture évoque l'histoire d'une attente qui remplit toute une vie, puisque, s'il faut en croire la tradition, Hugues I de Vaudémont, retenu prisonnier pendant seize ans en Terre sainte, aurait passé pour mort et que son épouse Anne de Lorraine, pressée de se remarier, s'y serait obstinément refusée. Un jour revint celui qu'on attendait plus; c'est cet instant qu'a représenté le sculpteur sur la tombe où, quelques années plus tard, on ensevelissait côte à côte le chevalier et la dame qui avaient vécu de leur mutuelle fidélité. »

— Régine Pernoud, Les Hommes de la Croisade.